# دهستان بابل‌کنار
بابل‌کنار، دهستانی است از توابع بخش بابل‌کنار شهرستان بابل در استان مازندران ایران.

## جمعیت
براساس سرشماری سال ۱۳۸۵جمعیت آن ۱۶۹۹۰ نفر (۴۹۱ خانوار) بوده‌است.